# 森田章
森田 章（もりた あきら、1949年1月15日 - ）は、日本の法学者。専門は、商法・証券取引法。学位は、法学博士（神戸大学・論文博士・1977年）（学位論文「企業の社会的責任の法的考察」）。同志社大学名誉教授。旧司法試験考査委員。

## 人物
大阪弁護士会に所属する弁護士でもある。神戸大学法学部及び神戸大学大学院法学研究科では河本一郎の指導を受けた。
主な業績は、企業の社会的責任論及び投資者保護法制の研究である。

## 略歴

### 学歴
- 同志社中学校卒業
- 1968年 - 同志社高等学校卒業
- 1972年 - 神戸大学法学部卒業
- 1977年 - 神戸大学大学院法学研究科私法専攻博士課程修了

### 職歴
- 1977年 - 神戸大学法学部専任講師
- 1978年 - イェール大学ロー・スクール客員研究員
- 1979年 - 神戸学院大学法学部助教授
- 1987年 - 神戸学院大学法学部教授
- 1991年 - 同志社大学法学部教授
- 2004年 - 同志社大学大学院司法研究科教授（学部教授兼任）
- 2019年 - 同志社大学名誉教授[1]

#### 学外における役職
- 1996年 - 公認会計士試験委員
- 2002年 - 法務省法制審議会会社法部会委員
- 2003年 - 旧司法試験考査委員

## 著作
- 『現代企業の社会的責任』（商事法務研究会、1978年）
- 『投資者保護の法理』（日本評論社、1990年）
- 『企業内容開示制度』（中央経済社、1991年）
- 『インサイダー取引』（講談社現代新書、1991年）
- 『会社法辞典』（中央経済社、1994年）
- 『解説実務書式大系13 企業編4』（三省堂 、1994年）
- 『現代企業と有価証券の法理（河本一郎先生古稀祝賀）』（有斐閣、1994年）
- 『企業の社会的責任』（同志社大学出版、1998年）
- 『逐条・証券取引法―判例と学説』（商事法務研究会、1999年）
- 『会社法の規制緩和とコーポレート・ガバナンス』（中央経済社、2000年）
- 『金融サービス法の理論』（有斐閣、2001年）
- 『現代企業法入門（第3版）』（有斐閣、2002年）
- 『企業法入門』（有斐閣、2006年）
- 『日本の会社法（新訂第8版）』（商事法務、2006年）
- 『日本会社法制への提言』（商事法務、2008年）
- 『上場会社法入門』（有斐閣、2008年）